# Xenotyphlopidae
Xenotyphlopidae is een familie van slangen. De wetenschappelijke naam van de groep werd voor het eerst voorgesteld door Nicolas Vidal, Miguel Vences, William Roy Branch en Stephen Blair Hedges in 2010. 
Het is een monotypische groep, de enige vertegenwoordiger is Xenotyphlops grandidieri. De slang komt endemisch voor op het Afrikaanse eiland Madagaskar.